# 100th Window
100th Window es el cuarto álbum de estudio del grupo inglés Massive Attack publicado el 10 de febrero de 2003. Del núcleo de la agrupación sólo permaneció Robert Del Naja y fue él quien concibió este álbum junto a Neil Davidge, con un sonido más cercano al rock electrónico y experimental, ya que Andrew Vowles abandonó la agrupación poco después de la publicación de su anterior trabajo, Mezzanine, y Grant Marshall rechazó participar en su grabación. Contiene colaboraciones de Horace Andy, Sinéad O'Connor, y Damon Albarn (como 2D del grupo virtual Gorillaz). Supone un alejamiento parcial de la temática trip hop que venía implementando desde hace algunos años con el álbum anterior, con una propuesta más experimental, inclusive progresiva. Además es el único álbum de la banda que no hace uso de samples ni contiene instrumentaciones de jazz o jazz fusión como en sus primeros dos álbumes, Protection y Blue Lines.

## Lista de canciones
| Total: 73:25 | |          |  |
| N.º          | Título | Duración |  |
| 1.           | «Future Proof» (voces interpretadas por: Del Naja) | 5:37     |  |
| 2.           | «What Your Soul Sings» (voces interpretadas por: Sinéad O'Connor) | 6:37     |  |
| 3.           | «Everywhen» (voces interpretadas por: Horace Andy) | 7:37     |  |
| 4.           | «Special Cases» (voces interpretadas por:y Sinéad O'Connor) | 5:09     |  |
| 5.           | «Butterfly Caught» (voces interpretadas por: Del Naja) | 7:33     |  |
| 6.           | «A Prayer for England» (voces interpretadas por:Sinéad O'Connor) | 5:44     |  |
| 7.           | «Small Time Shot Away» (voces interpretadas por: Del Naja) | 7:57     |  |
| 8.           | «Name Taken» (voces interpretadas por: Horace Andy) | 7:47     |  |
| 9.           | «Antistar» (Esta canción incluye un par de pistas; siendo la primera la interpretación musical (8:24) y la segunda una pista oculta (10:59). Voces interpretadas por: Del Naja) | 19:41    |  |